# Hermann Thielen
Hermann Thielen (* 1834 in Düsseldorf; † 3. August 1915 in Mülheim an der Ruhr) war ein deutscher Kaufmann und Präsident der Handelskammer Mülheim-Oberhausen.

## Leben und Wirken
Hermann Thielen entstammte einer alteingesessenen Mülheimer Schiffsbauerfamilie. Sein Vater war der königliche Feldpropst Peter Thielen, sein Bruder der preußische Staatsminister Karl von Thielen. Er übte den Beruf des Kohlenhändlers aus und begründete die Kohlengroßhandlung Thielen-Krabb in Mülheim an der Ruhr.  Darüber hinaus war er Handelsrichter am Königlichen Landgericht in Duisburg (1879–1894), Präsident der Handelskammer für Mülheim und Oberhausen (1901–1910), Vertreter der Handelskammer im Bezirkseisenbahnrat Köln (1904–1910) sowie Mitglied der Mülheimer Stadtverordnetenversammlung (1909–1915).  Er gilt als Mitbegründer des örtlichen Offiziersvereins und war Vorstandsmitglied im Kuratorium des Evangelischen Kranken- und Versorgungshauses in Mülheim an der Ruhr.

## Ehe und Kinder
Ehe mit Helene Krabb (1848–1927) aus Mülheim an der Ruhr. Gemeinsame Kinder:
- Anna (* 1877)
- Margarethe (* 1882)
- Carl Ernst (* 1886)